# Listwa odbojowa

Schematycznie przedstawiona listwa odbojowa (kolor czerwony) na jachcie mieczowym oraz jeden ze sposobów jej mocowania.

Listwa odbojowa, odbojnica − element biegnący dookoła kadłuba jednostki pływającej zazwyczaj na wysokości połączenia kadłuba z pokładem. Głównym zadaniem listwy odbojowej jest zabezpieczenie burt przed obiciem lub otarciem o nabrzeże.
Odbojnica może być wykonana z twardego drewna (np. dębu, jesionu),  metalu lub tworzywa sztucznego. Na jachtach laminatowych zazwyczaj jest gumowa i dodatkowo pełni rolę uszczelnienia połączenia między kadłubem a pokładem. W przekroju poprzecznym jest półokrągła lub prostokątna z zaokrąglonymi krawędziami. W listwie odbojowej mogą znajdować się zaczepy do rozkładanego namiotu lub uchwyty do przenoszenia łodzi.